# Coudekerque-Branche
Coudekerque-Branche (in olandese Nieuw-Koudekerke) è un comune francese di 22 985 abitanti situato nel dipartimento del Nord nella regione dell'Alta Francia.

## Società

### Evoluzione demografica
Abitanti censiti